# 1951 dans le catholicisme
Chronologie du catholicisme
- 1947
- 1948
- 1949
- 1950
- 1951
- 1952
- 1953
- 1954
- 1955

Cet article présente les faits marquants de l'année 1951 dans le catholicisme.

## Évènements
- 6 mai : béatification de Placide Viel.
- 20 mai : béatification de Julien Maunoir.
- 3 juin : béatification du pape Pie X .
- 24 juin : canonisation de Marie-Dominique Mazzarello et Émilie de Vialar.
- 21 octobre : canonisation d'Antoine-Marie Gianelli, François-Xavier Bianchi et Ignace de Laconi.
- 4 novembre : béatification de Thérèse Couderc.

## Naissances
- 6 janvier : Nasser Gemayel, prélat maronite libanais, éparque de Paris des Maronites
- 11 janvier : Philip Tartaglia, prélat écossais, archevêque de Glasgow († 13 janvier 2021)
- 14 janvier : 
  - Jean-Luc Brunin, prélat français, évêque du Havre
  - Pascal Roland, prélat français, évêque de Belley-Ars
- 17 janvier : Veronica Openibo, religieuse nigériane, supérieure générale des sœurs du Saint Enfant Jésus
- 23 janvier : Miguel Ángel Alba Díaz, prélat mexicain, évêque de La Paz en la Baja California Sur
- 24 janvier : Rogelio Cabrera López, prélat mexicain, archevêque de Monterrey
- 25 janvier : Lawrence Huculak, prélat canadien, archevêque de Winnipeg des Ukrainiens
- 1er février : Kieran Conry, prélat britannique, évêque d'Arundel et Brighton
- 16 février : Franz-Josef Bode, prélat allemand, évêque d'Osnabrück
- 23 mars : Michel Aupetit, prélat français, archevêque de Paris
- 3 avril : Jean-Bosco Ntep, prélat camerounais, évêque d'Édéa
- 29 avril : Jean-Pierre Delville, prélat, théologien et historien belge, évêque de Liège
- 6 mai : William Edward Lori, prélat américain, archevêque de Baltimore
- 14 mai : 
  - Erich Garhammer, prêtre et théologien allemand
  - Henri Laux, prêtre jésuite et philosophe français
- 28 mai : Daniel Dolan, prélat traditionaliste et sédévacantiste américain († 26 avril 2022)
- 29 juin : Charles Daniel Balvo, prélat américain, diplomate du Saint-Siège et évêque titulaire de Castello (de)
- 6 juillet : Simon-Pierre Saint-Hillien, prélat haïtien, évêque de Hinche († 22 juillet 2015)
- 10 juillet : 
  - Claude Hamelin, prélat canadien, évêque de Saint-Jean-Longueuil
  - Isaac Amani Massawe, prélat tanzanien, archevêque d'Arusha
- 12 juillet : Dominic Jala, prélat indien, archevêque de Shillong († 10 octobre 2019)
- 22 juillet : Ghaleb Bader, prélat jordanien, diplomate du Saint-Siège et évêque titulaire de Mathara-en-Numidie
- 24 juillet : Alphonse Borras, prêtre et enseignant belge, vicaire général de Liège
- 29 juillet : Mario Delpini, prélat italien, archevêque de Milan
- 10 août : Michael Evans, prélat britannique, évêque d'Est Anglie († 11 juillet 2011)
- 21 août : Bruno-Marie Duffé, prêtre français ayant travaillé pour le Saint-Siège
- 25 août : Rino Fisichella, prélat italien de la Curie
- 1er septembre : Benoît de Jorna, prêtre traditionaliste français
- 7 septembre : Laurent Ulrich, prélat français, archevêque de Paris
- 18 septembre : Christian Lépine, prélat canadien, archevêque de Montréal
- 11 octobre : Patrick Chauvet, prélat et théologien français, recteur de Notre-Dame de Paris
- 28 octobre : Michel Cartatéguy, prélat et missionnaire français, archevêque de Niamey
- 11 novembre : Sebastian Francis, cardinal malaisien, évêque de Penang
- 17 novembre : 
  - Czeslaw Kozon, prélat danois, évêque de Copenhague
  - Lazarus You Heung-sik, cardinal sud-coréen de la Curie
- 19 novembre : Gerhard Feige, prélat et théologien allemand, évêque de Magdebourg
- 19 décembre : Jacques Blaquart, prélat français, évêque d'Orléans
- 22 décembre : Timothy Broglio, prélat américain, archevêque aux Forces armées des États-Unis
- 26 décembre : 
  - José Horacio Gómez, prélat américain, archevêque de Los Angeles
  - Guido Pozzo, prélat italien de la Curie
- 29 décembre : Héctor Vargas, prélat chilien, évêque de Temuco († 7 mars 2022)

## Décès
- 12 janvier : Maximilien de Saxe, prince, prêtre et auteur allemand (° 17 novembre 1870)
- 13 janvier : Francesco Marchetti-Selvaggiani, cardinal italien de la Curie (° 1er octobre 1871)
- 17 janvier : Franziskus Hennemann, prélat et missionnaire allemand, vicaire apostolique du Cap et évêque titulaire de Coptus (de) (° 27 octobre 1882)
- 7 février : Florent du Bois de La Villerabel, prélat français, archevêque d'Aix-en-Provence, destitué pour collaboration (° 29 septembre 1877)
- 10 février : Joseph Bovet, prêtre, compositeur et chef de chœur suisse (° 7 octobre 1879)
- 28 février : Joris Eeckhout, prêtre, poète et écrivain belge (° 29 juillet 1887)
- 4 mars : Bienheureux Zoltán Meszlényi, prélat hongrois, évêque auxiliaire d'Esztergom, évêque titulaire de Sinope (de) et martyr du communisme (° 2 janvier 1892)
- 5 mars : Henri Pérennès, prêtre et historien français (° 11 août 1875)
- 15 mars : Saint Artemide Zatti, salésien, infirmier et pharmacien italien (° 12 octobre 1880)
- 28 mars : Jules-Marie-Victor Courcoux, prélat français, évêque d'Orléans (° 14 juillet 1870)
- 17 avril : Henri Pinson, prélat français, évêque de Saint-Flour (° 24 novembre 1885)
- 24 avril : Émile Couillard, prêtre, historien et écrivain français (° 21 avril 1880)
- 1er mai : 
  - Takashi Nagai, médecin japonais converti au catholicisme, survivant de Nagasaki, serviteur de Dieu (° 3 février 1908)
  - Bienheureux Clément Sheptytsky, prêtre grec-catholique ukrainien, Juste parmi les nations et martyr du communisme (° 17 novembre 1869)
- 31 mai : Dennis Dougherty, cardinal américain, archevêque de Philadelphie, précédemment évêque de Nueva Segovia (en), de Jaro (en) puis de Buffalo (° 16 août 1865)
- 14 juin : Abbé Chaperon, prêtre et aumônier militaire français (° 8 mai 1877)
- 28 juin : Bienheureuse Maria Pia Mastena, religieuse italienne, fondatrice des Sœurs de la Sainte Face (° 7 décembre 1881)
- 19 juillet : Jacques Sevin, religieux jésuite, cofondateur des scouts de france (° 7 décembre 1882)
- 23 juillet : Adam Stefan Sapieha, cardinal polonais, premier archevêque de Cracovie (° 14 mai 1867)
- 28 juillet : Pauline Martin, religieuse carmélite française, sœur de Sainte Thérèse de Lisieux (° 7 décembre 1861)
- 31 juillet : Carlo Margotti, prélat italien, archevêque de Gorizia (° 22 avril 1891)
- 23 août : Francis Dessain, footballeur puis prêtre belge (° 25 juillet 1875)
- 3 septembre : Enrico Valtorta, prélat et missionnaire italien, premier évêque de Hong Kong (° 14 mai 1883)
- 9 novembre : Bienheureux Luigi Beltrame Quattrocchi, laïc italien (° 12 janvier 1884)
- 23 novembre : Bienheureuse Enrichetta Alfieri, religieuse italienne (° 23 février 1891)
- 26 novembre : Camille Pic, prélat français, évêque de Valence (° 5 décembre 1876)
- 13 décembre : Nicéphore Lessard, prêtre canadien, fondateur de Saint-Nicéphore (° 8 janvier 1879)
- 14 novembre : Ludovico Chigi Albani della Rovere, religieux italien, 76e grand maître de l'Ordre de Malte (° 10 juillet 1866)
- 18 décembre : Jean Saint-Pierre, prélat français, évêque auxiliaire de Carthage et évêque titulaire de Gordus (de) (° 28 mars 1884)
- 20 décembre : Bienheureux Anton Durcovici, prélat roumain d'origine autrichienne, évêque de Iași, martyr du communisme (° 17 mai 1888)
- 22 décembre : Albert Marcadé, prêtre et collectionneur français, connu pour avoir sauvé des familles juives (° 28 août 1866)